# 帕拉苏埃洛斯德穆尼奥
帕拉苏埃洛斯德穆尼奥，是西班牙卡斯蒂利亚-莱昂布尔戈斯省的一个市镇。总面积9平方公里，总人口66人（2001年），人口密度7人/平方公里。